# Nikolaj Rosenthal
Nikolaj Rosenthal er en dansk professionel ishockeyspiller for Rungsted Seier Capital i Metal Ligaen. Han startede sin karriere i IC Gentofte hvorefter han i 2013 skiftede til Rungsted Ishockey Klub.
Nikolaj Rosenthal er den første professionelle atlet i verden der får 100% af sin løn udbetalt i Bitcoin..